# The Dismemberment Plan
The Dismemberment Plan fue una banda de post-hardcore/post-punk revival de Washington D. C. formada el uno de enero de 1993. También conocida como D-Plan o The Plan, el nombre proviene de una frase del vendedor de seguros de Groundhog Day. Los miembros de la banda incluían a Eric Axelson al bajo, Jason Cadell a la guitarra, Joe Easley a la batería y Travis Morrison a la voz y la segunda guitarra. La banda se formó mientras los miembros asistían a colleges en Virginia. Cummings, el primer batería, dejó la banda tras la grabación del álbum de debut de la banda, siendo reemplazado por Easley. Así fue la formación para el resto de su existencia.

## La historia de la banda
Aparte de un breve interludio entre 1998 y 1999, cuando firmaron por Interscope Records, la banda siempre grabó para un sello local: DeSoto Records. Su álbum más famoso, Emergency & I se creó durante la etapa en Interscope. Sin embargo, fueron despedidos del sello poco después de completarlo, volviendo a DeSoto, donde se editó. El EP The Ice of Boston es lo único que editaron bajo Interscope. La banda se las arregló de algún modo para no deber nada al sello multinacional, siéndole posible grabar con el presupuesto de un gran sello sin consecuencias. La banda se refirió a su situación en una entrevista posterior como "insertándose entre las grietas". 
Tras el éxito underground masivo de Emergency & I la banda tuvo una mayor audiencia, siendo invitada a abrir para Pearl Jam en su gira europea de 2000. Una gira con Death Cab For Cutie en 2002, irónicamente titulada Death and Dismemberment Tour funcionó haciendo que ambas bandas subieran en audiencia, y que se crearan lazos entre los miembros de ambas. En verano y otoño del mismo año The Dismemberment Plan empezó a interpretar canciones para su nuevo álbum: Change (2001). 
En 2002 la banda colgó en su web todas las canciones de sus discos anteriores, animando a los fanes a remezclarlas. El resultado fue A People's History of the Dismemberment Plan (2003). El 19 de enero de 2003, sin embargo, la banda anunció en su web que había decidido separarse después de algunos tours ese mismo año. Un show final se planeó para el 28 de julio de 2003 en Washington D. C., en el Fort Reno Park. Sin embargo el mismo se suspendió por la lluvia, llevando a la banda a otro último concierto; el 1.º de septiembre de 2003 cerraron su carrera con un concierto en el reformado 9:30 Club, con todas las entradas agotadas. Morrison retomó los temas post-Change para seguir trabajando en ellos, y publicó muchos de ellos en su primer álbum, Travistan, publicado en 2004. Eric Axelson comenzó con una banda llamada Maritime con miembros originales de The Promise Ring, publicando dos álbumes: Glass Floor y We the Vehicles, en 2006.

## Estilo musical
The Dismemberment Plan siempre extrajo sus influencias de otras bandas previas del art-punk del Washington D. C., como Fugazi y Jawbox, pero incorporaron R&B y hip-hop en sus composiciones. La influyente web de crítica musical independiente Pitchfork Media los nombró padres del movimiento dance-punk de finales de los 90, el nuevo revival del new wave. El sentido del humor siempre ha sido uno de los componentes principales de la estética de la banda, como se ve en temas como "The Dismemberment Plan Gets Rich" y "The Ice of Boston".

## Actuaciones
Los conciertos de The Dismemberment Plan eran actuaciones de gran energía, con Morrison frecuentemente invitando a la audiencia a bailar en el escenario durante "The Ice of Boston". Uno de los iconos de la banda "Do the Standing Still" se mofaba de los fanes indies por su rechazo a moverse incluso en las actuaciones más frenéticas de la banda, aunque el propio Morrison a veces desanimaba a la gente a hacer moshing.
La banda giró por Japón tres veces y por Europa dos, junto a muscísimos tours alrededor de Norteamérica.

## Discografía
- Can We Be Mature? -sencillo (1994)
- ! (1995)
- Give Me the Cure -compilation (1996)
- Ooh Do I Love You -compilation (1996)
- The Dismemberment Plan Is Terrified (1997)
- Fort Reno Benefit -compilation (1997)
- What Do You Want Me to Say? -sencillo (1997)
- The Ice of Boston EP (1998)
- Emergency & I (1999)
- Dismemberment Plan/Juno split EP (2000)
- Change (2001)
- A People's History of the Dismemberment Plan (2003)
- Uncanney Valley (2013)

- Datos: Q1986472
- Multimedia: The Dismemberment Plan / Q1986472